# Gédéon Romandon
Gédéon Romandon (1667, Venise - 1697, Berlin) est un peintre de la cour de Frédéric Guillaume, prince électeur de Brandebourg et de son fils Frédéric III (plus tard le roi Frédéric Ier).

## État-civil
Gabriel Gédéon Ramondon est le fils du peintre huguenot français Abraham Romandon, qui est enregistré à Venise en 1663 - Abraham a fui la France en 1685 en raison de la révocation de l'édit de Nantes, et est arrivé à Berlin avec sa famille l'année suivante.
Il décède à Berlin le 31 janvier 1697 à l'âge de 30 ans, et est enterré au cimetière du Dohme.